# Gastronomía de Cantabria
La gastronomía de Cantabria, gracias a la situación geográfica de esta comunidad autónoma, cuenta con una selecta relación de ingredientes: los pescados y mariscos del mar Cantábrico, el salmón y la trucha terciada de las cuencas altas de sus ríos, hortalizas y legumbres de su huerta, y su ganadería vacuna.

## Ingredientes

### Pescados y mariscos

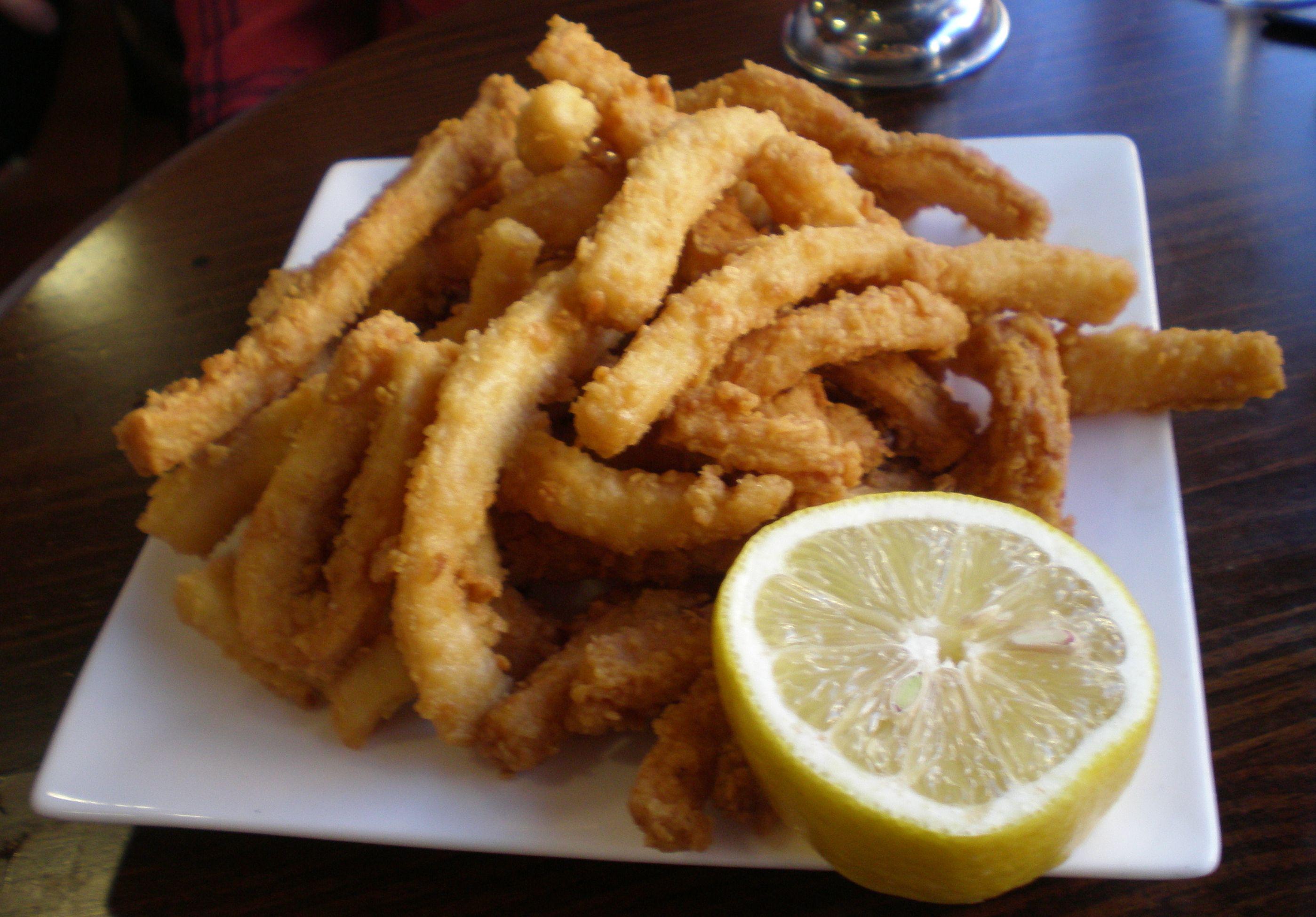
Las rabas son el aperitivo más consumido por los cántabros.

El marisco es el máximo protagonista de la mesa regional, siendo de gran variedad y calidad, gracias a las frías y limpias aguas de las que procede. Si bien puede conseguirse en toda la costa, es en la bahía de Santander donde se encuentran los mejores ejemplares. Buenos ejemplos son las almejas, mejillones, muergos, berberechos, nécoras, centollos, percebes, cigalas, langostas, caracolillos o bogavantes. También destacan los calamares que son la base de las rabas, que en la orilla del Cantábrico alcanzan un nivel de aromas y sabores extraordinarios.
Entre los pescados pueden mencionarse las lubinas, merluza, cabrachos, bocartes, etcétera. El bonito da lugar a uno de los platos más típicos de la región, el sorropotún o marmita. Las sardinas son un plato típico muy propio de puertos de pescadores, asadas. 
Algunos de los platos cántabros de más renombre son la merluza en salsa verde, los maganos encebollaos en su tinta o las almejas a la cazuela.

### Carnes
El vacuno es la carne cántabra por excelencia, donde destaca la de la vaca tudanca. No hay que olvidar que la feria ganadera más importante de España, la Feria Nacional de Ganados de Torrelavega, se celebra en esta región. 
La caza también ofrece carne de gran calidad: venado, corzo y jabalí. El chon es un elemento clave para el cocido montañés, al que además se le añaden alubias, berzas, chorizo y morcilla de arroz.
Un alimento también muy popular en la zona de Liébana es el borono, que consiste esencialmente en una masa hecha con sangre y tripas del cerdo, cebolla, sal, manteca, especias (comino, pimienta...), harina de maíz y harina de trigo.

## Bebidas

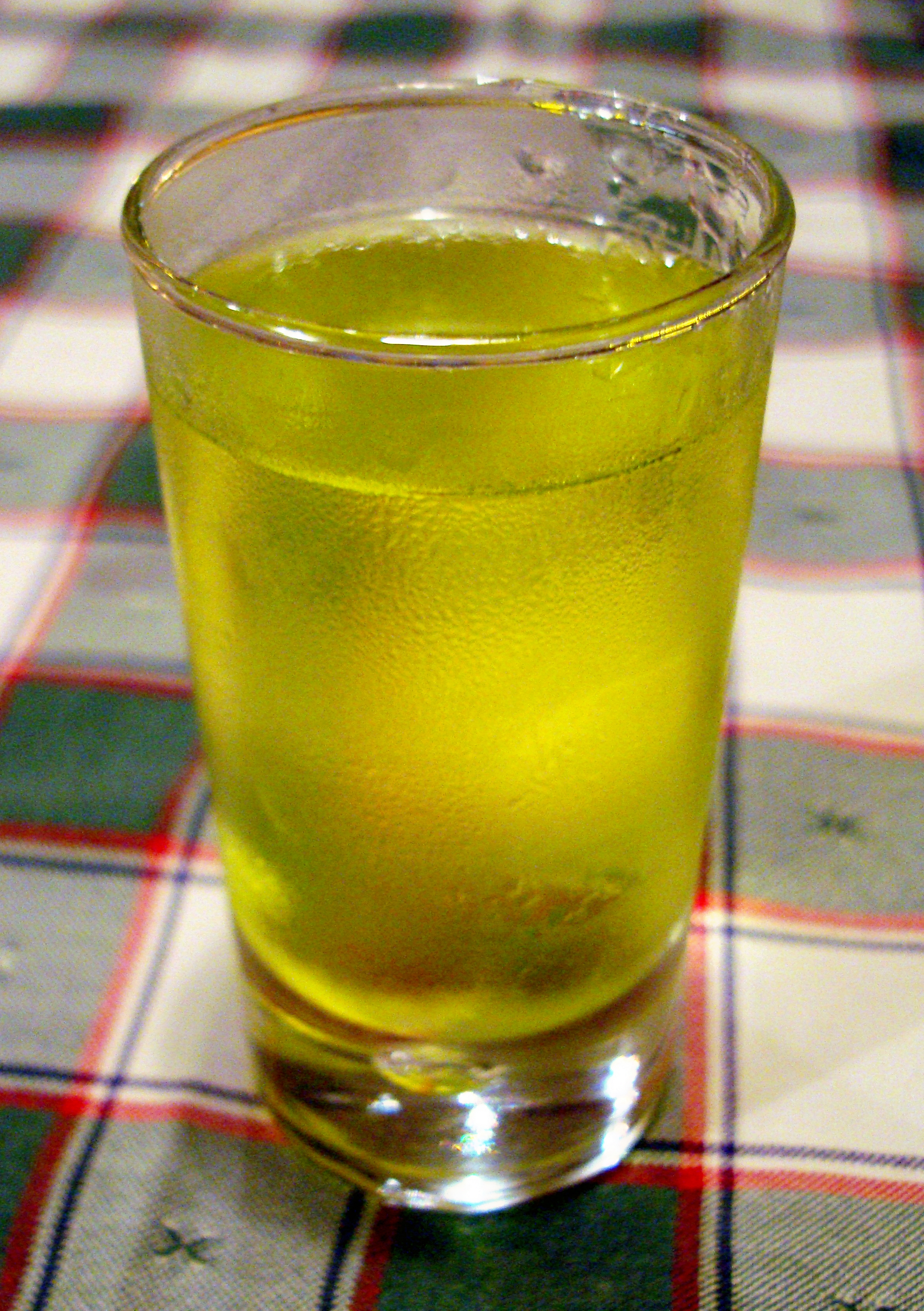
Orujo de hierbas

La bebida más característica de esta región es el orujo, elaborado artesanalmente, y destilado gota a gota.
Históricamente hubo gran producción de sidra y chacolí, que tras un importante declive se está recuperando en los últimos años.
Cantabria cuenta actualmente con dos certificaciones de origen en vinos: Vino de la Tierra Costa de Cantabria y Vino de la Tierra de Liébana.

## Repostería

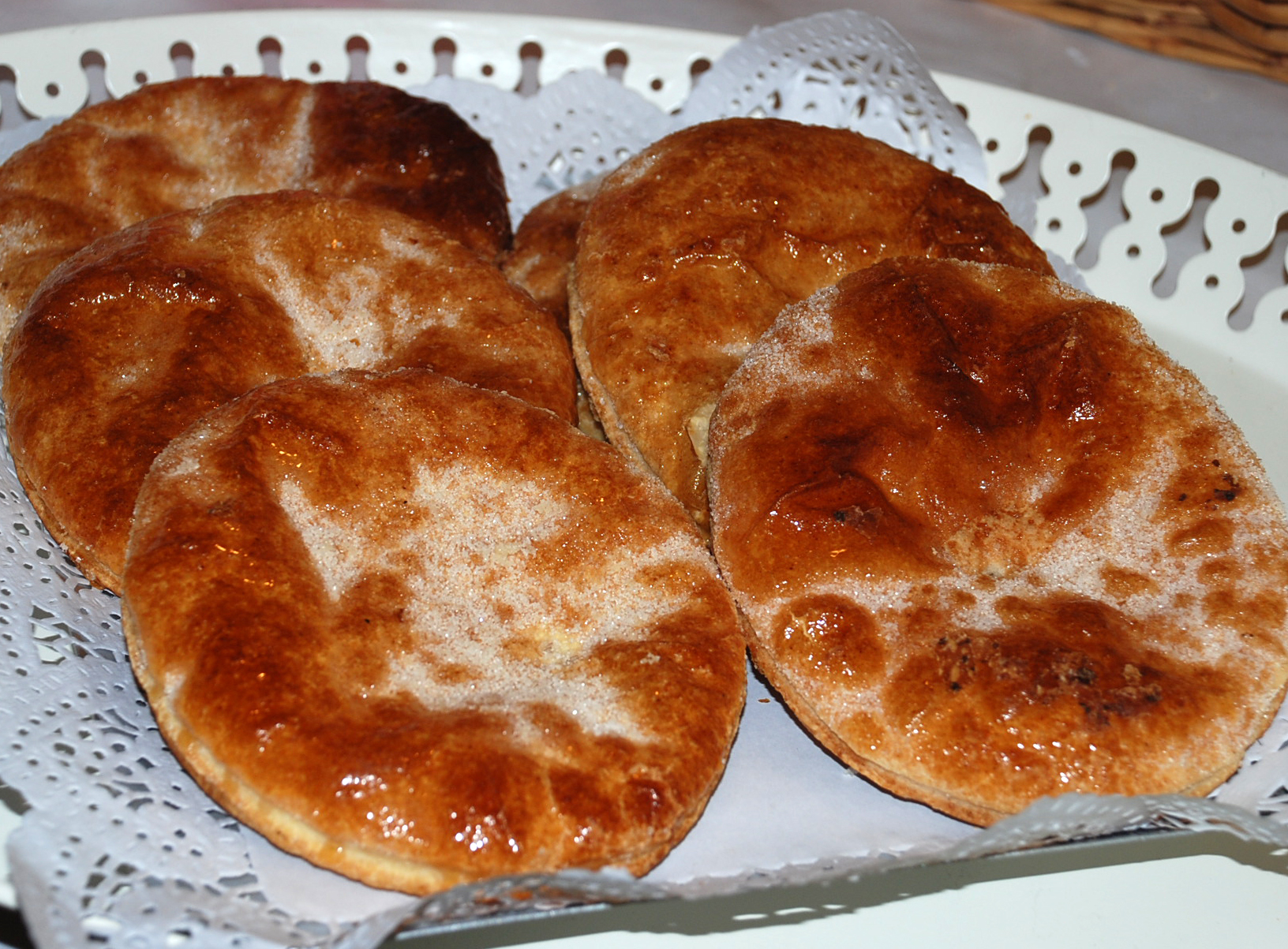
Pantortillas de Reinosa.

En cuanto a la repostería, cabe destacar sus tradicionales sobaos y quesadas pasiegas. También es típico el hojaldre, que según la zona adopta diferentes nombres: corbatas en Unquera y San Vicente de la Barquera, polkas en Torrelavega, o sacristanes en Liérganes.
Otros dulces notables son los frisuelos y el canónigo, ambos de Liébana; los corazones en Liérganes y La Cavada; los palucos de Cabezón de la Sal; y los tortos y pantortillas de Reinosa.
Otros postres que no son genuinamente cántabros, pero que gozan de gran tradición en la región, son el arroz con leche, las natillas, la cuajada y la leche frita, cuya degustación casera es un magnífico cierre de menú. También merecen resalte las mermeladas de frutas.

## Queso
Es indiscutible la alta calidad de la leche cántabra, por lo que no puede extrañar que los derivados de la misma proliferen por toda la región: la mantequilla, el queso de nata, que puede encontrarse por toda la región; el queso picón en Tresviso y Bejes; quesos ahumados como los de Áliva o Pido; o los pequeños quesucos, realizados con la mezcla de leche de vaca y oveja.